# Ungarische Fußballnationalmannschaft (U-17-Juniorinnen)
Die ungarische U-17-Fußballnationalmannschaft der Frauen repräsentiert Ungarn im internationalen Frauenfußball. Die Nationalmannschaft untersteht dem Magyar Labdarúgó Szövetség und wird seit Sommer 2015 von der früheren Nationalspielerin Dorottya Schumi trainiert.
Die Mannschaft nimmt seit 2007 an der Qualifikation zur U-17-Europameisterschaft für Ungarn teil. Bislang ist es dem Team jedoch nie gelungen, sich für eine EM-Endrunde zu qualifizieren. Seit 2014 erreichte die ungarische U-17-Auswahl jedoch regelmäßig die zweite Qualifikationsrunde bzw. etabliert sich im neuen Qualifikationssystem in Liga A.

## Turnierbilanz

### Weltmeisterschaft
| Jahr   | Gastgeber           | Platzierung        |
| ------ | ------------------- | ------------------ |
| 2008   | Neuseeland          | nicht qualifiziert |
| 2010   | Trinidad und Tobago | nicht qualifiziert |
| 2012   | Aserbaidschan       | nicht qualifiziert |
| 2014   | Costa Rica          | nicht qualifiziert |
| 2016   | Jordanien           | nicht qualifiziert |
| 2018   | Uruguay             | nicht qualifiziert |
| 2021 1 | Indien 1            | – 1                |
| 2022   | Indien              | nicht qualifiziert |

### Europameisterschaft
| Jahr   | Gastgeber               | Platzierung                                  |
| ------ | ----------------------- | -------------------------------------------- |
| 2008   | Schweiz                 | 1. Qualifikationsrunde                       |
| 2009   | Schweiz                 | 2. Qualifikationsrunde                       |
| 2010   | Schweiz                 | 1. Qualifikationsrunde                       |
| 2011   | Schweiz                 | 1. Qualifikationsrunde                       |
| 2012   | Schweiz                 | 1. Qualifikationsrunde                       |
| 2013   | Schweiz                 | 1. Qualifikationsrunde                       |
| 2014   | England                 | 2. Qualifikationsrunde                       |
| 2015   | Island                  | 2. Qualifikationsrunde                       |
| 2016   | Belarus                 | 2. Qualifikationsrunde                       |
| 2017   | Tschechien              | 2. Qualifikationsrunde                       |
| 2018   | Litauen                 | 2. Qualifikationsrunde                       |
| 2019   | Bulgarien               | 2. Qualifikationsrunde                       |
| 2020 2 | Schweden 2              | – 2                                          |
| 2021 2 | Färöer 2                | – 2                                          |
| 2022   | Bosnien und Herzegowina | Liga A                                       |
| 2023   | Estland                 | Liga A (nicht qualifiziert für die Endrunde) |